# Шевцов, Алексей Викторович
Алексе́й Ви́кторович Шевцо́в (29 января 1979, Фергана) — российский борец лёгкой весовой категории, выступал за сборную России по греко-римской борьбе в первой половине 2000-х годов. Участник двух летних Олимпийских игр, бронзовый призёр чемпионата Европы, победитель кубка Мира, многих международных турниров и национальных первенств. На соревнованиях представлял Академию спортивных единоборств и МГФСО, ЦСКА заслуженный мастер спорта России, заслуженный тренер России

## Биография
Алексей Шевцов родился 29 января 1979 года в городе Фергана, Узбекская ССР, однако впоследствии переехал на постоянное жительство в Москву. Активно заниматься борьбой начал в возрасте десяти лет. Проходил подготовку под руководством тренера Евгения Савельевича Перемышлева, с 1996 года тренировался у заслуженного тренера СССР Виктора Михайловича Игуменова. Выступал за Академию спортивных единоборств, Московское городское физкультурно-спортивное объединение, ЦСКА.
Первого серьёзного успеха в классической борьбе добился в 1998 году, когда выиграл серебряную медаль на чемпионате России и выиграл первенство Европы. Год спустя повторил это достижение, получил золотые медали на юниорских чемпионатах Европы и мира. Ещё через год вновь был серебряным призёром всероссийского чемпионата. Турнир 39 Гран-при Ивана Поддубного в Подольске в 2000 году — 1 место в категории до 54 кг.
Благодаря череде удачных выступлений удостоился права защищать честь страны на летних Олимпийских играх 2000 года в Сиднее — в категории до 54 кг. в первом поединке со счётом 10:5 его победил кореец Кан Ён Гюн, но затем он со счётом 11:8 одолел румына Мариана Санду. В итоге он занял в своей группе второе место, и этот результат не позволил ему продолжить борьбу за медали.
В 2001 году Шевцов впервые стал чемпионом России по греко-римской борьбе, выиграл Кубок мира. В следующих сезонах получил бронзу на Кубке мира, одержал победу на гран-при Германии. В 2004 году во второй раз выиграл чемпионат России и будучи одним из лидеров национальной сборной, прошёл квалификацию на Олимпийские игры в Афины — в весовой категории до 60 кг. Занял в отборочной группе первое место, победив борцов из Китая и Германии. На стадии четвертьфиналов со счётом 3:1 взял верх над казахом Нурланом Койжайгановым, но в полуфинале 3:6 проиграл кубинцу Роберто Монсону. В матче за бронзовую медаль потерпел поражение от представителя Болгарии Армена Назаряна.
После двух Олимпиад Алексей Шевцов остался в основном составе сборной России и продолжил принимать участие в крупнейших международных турнирах. Так, в 2005 году в лёгком весе он получил бронзу на Кубке мира и на чемпионате Европы в Болгарии (г. Варна). За выдающиеся спортивные достижения удостоен почётного звания «Заслуженный мастер спорта России». В 2014 году присвоено почётное спортивное звание «Заслуженный тренер России»
Имеет высшее образование, окончил Российский государственный университет физической культуры, спорта, молодёжи и туризма.

## Спортивные достижения
- Чемпионат России по греко-римской борьбе 1998 — ;
- Чемпионат России по греко-римской борьбе 2001 — ;
- Чемпионат России по греко-римской борьбе 2005 — ;